# Azincourt

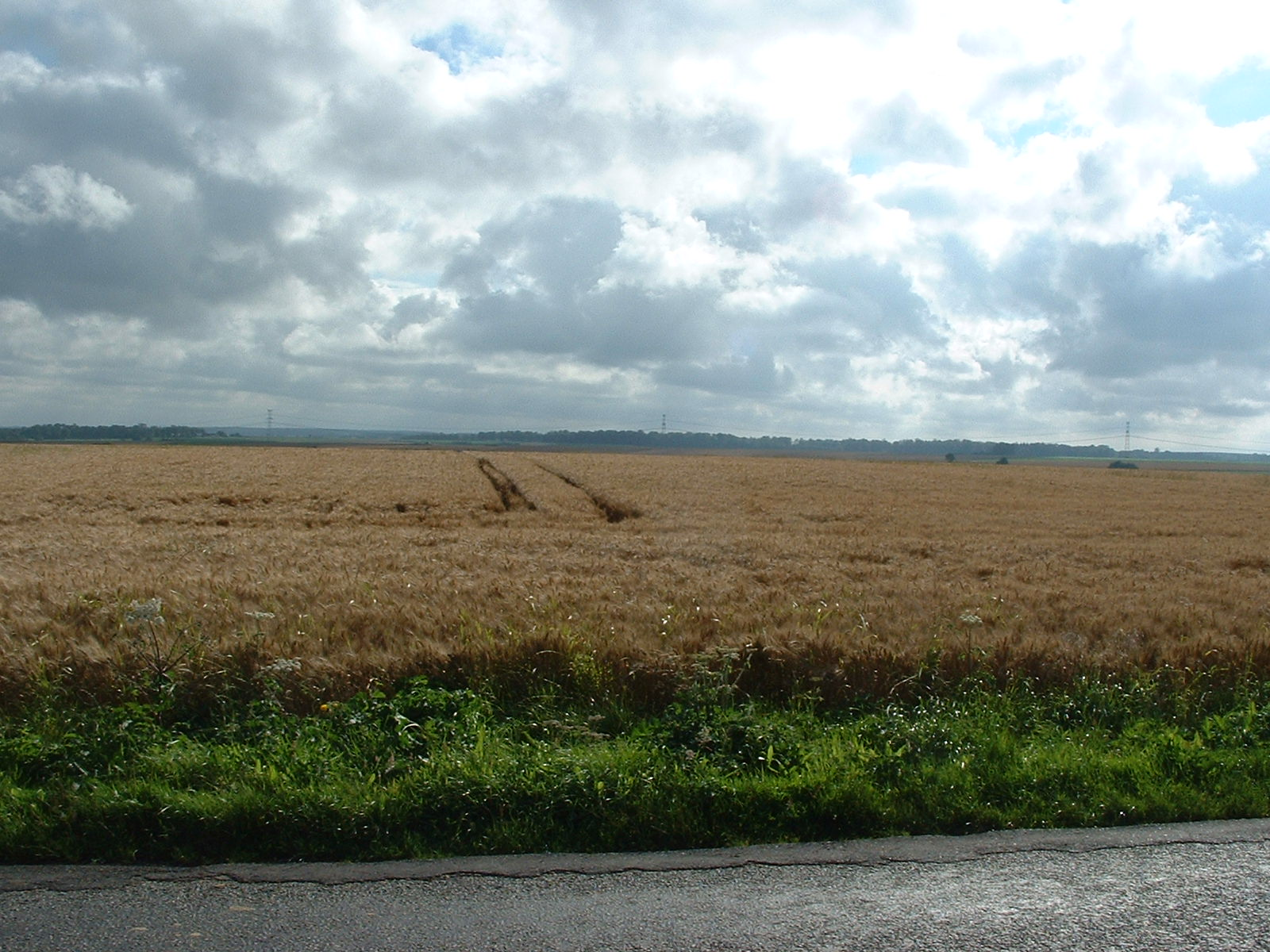
Locul unde s-a desfăşurat Bătălia de la Azincourt

Azincourt (în engleză: Agincourt) este o comună în nord-estul Franței din departamentul Pas-de-Calais.
Aici a avut loc, la 25 octombrie 1415 Bătălia de la Azincourt în timpul Războiului de O Sută de Ani, bătălie în urma căreia cavaleria grea franceză a suferit o mare înfrângere din partea armatei engleze.
În vecinătatea fostului câmp de bătălie, a fost construit un muzeu și un monument comemorativ.